# Edenfield
Edenfield – wieś w Anglii, w hrabstwie Lancashire, w dystrykcie Rossendale. Leży 23 km na północ od miasta Manchester i 282 km na północny zachód od Londynu. W 2001 r. miejscowość liczyła 2080 mieszkańców.